# Vlčnovjan
Vlčnovjan je folklórní soubor z Vlčnova na Slovácku. Byl založen v roce 1972 a věnuje se folklóru Dolňácka. Zpočátku jej doprovázela dechovková kapela, později získal vlastní cimbálovou muziku. Pravidelně se účastní folklórních festivalů a také Slováckých slavností vína a otevřených památek.